# Homoneura neosignata
Homoneura neosignata är en tvåvingeart som beskrevs av Malloch 1929. Homoneura neosignata ingår i släktet Homoneura och familjen lövflugor. Inga underarter finns listade i Catalogue of Life.